# Syphax
Syphax (Zentralatlas-Tamazight ⵙⵉⴼⴰⴽⵙ Sifaks; † um 201 v. Chr. in Tibur), auch als Syphaks bezeichnet, war von 220 bis 203 v. Chr. König von Westnumidien. Er regierte von seiner Hauptstadt Cirta aus, dem heutigen algerischen Constantine, den Stamm der Massäsylier und damit einen Teil der Masiren (Berber). Der nordafrikanische Herrscher war im Zweiten Punischen Krieg ab 207 v. Chr. zunächst Verbündeter Roms gegen Karthago, wechselte aber bald die Seite.
Als Scipio der Ältere 204 v. Chr. in Afrika landete, paktierte Syphax bereits mit Karthago und unterstützte den Krieg gegen die Römer sowie deren Verbündeten Massinissa, König im Ostteil Numidiens, welcher seinerseits die Fronten gewechselt hatte.
Massinissas Rivale ging das karthagische Bündnis ein, nachdem ihm der karthagische Feldherr Hasdrubal seine Tochter Sophonisbe zur Frau gegeben hatte. Diese Schönheit war zuvor von Hasdrubal mit Massinissa verlobt worden, welcher fest mit einer Ehe gerechnet hatte. Die bereits bestehende Erzfeindschaft des Numiders mit Syphax wurde durch diese Verheiratung erheblich vertieft.
Der westnumidische Monarch führte den Krieg mit der eilig zusammengestellten Armee gegen Scipio anfangs nicht ohne Glück. Hasdrubal und Syphax wurden dann aber 203 v. Chr. von Scipio in ihren Heerlagern am Fluss Medjerda überfallen und erlitten eine totale Niederlage. Hasdrubal flüchtete in die Mauern Karthagos. Syphax kehrte heim in seine Hauptstadt. Er sammelte wieder ein Heer, wurde aber von den eilends nachrückenden Römern unter Laelius und den Truppen Massinissas verfolgt. Ein Jahr später war er mit dem Verlust Cirtas endgültig geschlagen. Syphax fiel in die Hände seiner Feinde und starb als Gefangener in Tibur. Polybios und Tacitus berichten, er sei vorher im Triumphzug des Scipio mitgeführt worden, dies wird allerdings von Livius bestritten.
Massinissa wurde für seine Unterstützung im zweiten Punischen Krieg von Rom mit Syphax’ Reich belohnt und in Cirta erster Herrscher des mit römischer Billigung vereinten Numidiens.